# Andrea Luchesi
Andrea Luca Luchesi (também soletrado Lucchesi; Motta di Livenza, 23 de maio de 1741 — Bona, 21 de março de 1801) foi um compositor italiano.

## Biografia
Andrea Luchesi nasceu em Motta di Livenza, perto de Treviso o décimo primeiro filho de Pietro Luchese e Caterina Gottardi. A família bastante rica descendia de grupos de famílias nobres que se mudaram de Lucca para Veneza no século XIV (daí o nome Luchese; a partir de 1764/65 Andrea começou a usar o nome Luchesi, que podemos encontrar escrito por seus contemporâneos também como Lucchesi, Lughesi, Luckesi, Lucchezzy, etc.). Ele cresceu em sua cidade natal, recebendo educação musical e geral de seu irmão mais velho Matteo, um padre, tutor público e organista.
Em 1757 ele se mudou para Veneza. A proteção do fidalgo Jseppo Morosini permitiu-lhe estudar com músicos eminentes: Gioacchino Cocchi, Padre Paolucci, Giuseppe Saratelli, Domenico Gallo, Ferdinando Bertoni e (o mais conhecido deles) Baldassare Galuppi. A sua carreira em Veneza desenvolveu-se rapidamente: examinador da comissão de organistas em 1761, depois organista em San Salvatore (1764), compositor de obras para "órgão ou cembalo", instrumental, sagrado e música de teatro. Ele compôs para as celebrações oficiais, a última (1771) sendo o funeral solene do Duque de Montealegre, embaixador espanhol em Veneza. Como um famoso virtuoso, ele foi convidado a tocar órgão dentro e fora de Veneza, por exemplo, foi o encarregado de inaugurar o novo órgão da basílica de Santo Antônio em Pádua.
Na primavera de 1765, sua ópera L'isola della fortuna foi apresentada no Hoftheater em Viena.
Durante uma turnê na Itália em 1771, Leopold e Wolfgang Mozart conheceram Andrea Luchesi e receberam um de seus concertos para cembalo (Wolfgang ainda tocava o concerto em 1777, enquanto Leopold e Nannerl frequentemente usavam o concerto para fins de ensino e prática).
No final de 1771, Luchesi viajou para Bonn com um contrato de três anos, a convite do Príncipe Eleitor Arcebispo de Colônia Maximilian Friedrich von Königsegg-Rothenfels, que desejava elevar o nível de qualidade de sua orquestra da corte. Após a morte do Kapellmeister anterior (Ludwig van Beethoven sênior, ou seja, o avô de Beethoven), Andrea Luchesi foi nomeado Kapellmeister oficial da corte em 1774.
Ele adquiriu a cidadania do principado e em 1775 casou-se com Anthonetta Josepha d'Anthoin, filha do conselheiro sênior de Maximilian Friederich. Com exceção de uma visita a Veneza em 1783-84, ele viveu em Bonn até sua morte em 1801, embora seu papel como Kapellmeister tenha terminado em 1794, quando as tropas de invasão francesas suprimiram a corte.
O jovem Beethoven esteve na capela da corte de 1781 a 1792 como assistente de organista, cembalo e viola. Embora a formação musical e composicional de Beethoven tenha sido provavelmente influenciada pela presença de Luchesi, não temos evidências de qualquer relação formal aluno / professor entre os dois. Quando o organista da corte Christian Gottlob Neefe substituiu temporariamente o Kapellmeister como maestro e professor durante sua ausência de 1783-84, Luchesi atribuiu o serviço de órgão ao muito jovem Beethoven. Também não há evidências de que Luchesi tenha ensinado outros jovens músicos de Bonn que alcançaram renome internacional: Antonin Reicha, Bernhard e Andreas Romberg e Ferdinand Ries.
Ele tinha uma filha, que viveu em Bonn até sua morte, e quatro filhos. De acordo com Neefe, os dois primeiros filhos (Maximilian Friederich, nascido em 11 de dezembro de 1775, e M. Jakob Ferdinand, nascido em 18 de dezembro de 1777) foram músicos talentosos. Luchesi morreu em 21 de março de 1801 aos 59 anos em Bonn.

## Trabalhos
- L'isola della fortuna, ópera buffa com libreto de Giovanni Bertati, apresentada no Hoftheater, em Viena, em 1765; também em Veneza (1765) e no Teatro Real de Lisboa (1767).
- Ademira, ópera séria, para o Dia da Ascensão em Veneza (1784), em homenagem à visita do rei Gustavo III da Suécia
- Outras óperas: Il marito geloso (1766), Le donne sempre donne (1767), Il giocatore amoroso (1769), Il matrimonio per astuzia (1771), Il Natal di Giove, L'inganno scoperto ovvero il conte Caramella (1773, com libreto de Carlo Goldoni ), L'amore e la misericordia guadagnano il gioco (1794).
- Oratorio Sacer trialogus (1768)
- Stabat Mater (cerca de 1770)
- Requiem (1771) em F, para o funeral de estado do duque de Montealegre em San Geremia.
- Várias missas e obras sacras, incluindo: Missa por San Lorenzo em Veneza, Missa pela "Festa della concezione di Maria" em Verona, Te Deum pelo conservatório Incurabili em Veneza
- Passione di NS Gesù Cristo (1776), sobre um texto de Metastasio (CD gravado por Tactus)
- Muitas obras de órgão, incluindo:
  - 12 sonatas conhecidas como Coleção Donelli (concluída em 1764), agora no Conservatório de Nápoles
  - 6 sonatine e 8 divertimenti, agora na Biblioteca do Congresso, Washington, DC
  - 2 sonates pour l'orgue nos 'Menus plaisirs du Roi', Paris
- Música de celebração para a festa de San Rocco em Veneza (1769)
- Serenata para o duque de Brunswick (1764)
- Cantata para o duque de Württemberg (1767)
- 2 sinfonias (em 1768)
- 6 Sonatas 'per il cembalo con l'accompagnamento di un violino ' Op.1 (Bonn, 1772)
- Sonata em fa 'per il cimbalo' (1771-73?), Agora na Universidade de Münster
- 3 Sinfonias op. 2 (Bonn, 1773) - perdido
- Concerto para cravo (Bonn, 1773) - mais quatro concertos / trios perdidos
- Cantata para a eleição ao Bispo do Arquiduque Max Franz (1785 - atribuída a Luchesi em Bonn Stadtarchiv)
- Sonate fácil para cembalo e violino (Leipzig, 1796)